# Museo di storia naturale Faraggiana Ferrandi
Il Museo di storia naturale "Faraggiana Ferrandi" è situato a Novara ed è visitabile gratuitamente. 
Per grandezza è il secondo museo di scienze naturali del Piemonte dopo il Museo regionale di scienze naturali di Torino.

## Storia
Il museo è situato nel centro storico di Novara all'interno del Palazzo Faraggiana, un edificio risalente al XIX secolo i cui cortili interni ospitano un giardino didattico con piante autoctone e un piccolo stagno artificiale con la ricostruzione di un ambiente palustre. Il palazzo rimase di proprietà della famiglia Faraggiana fino al 1937, quando venne acquistato dal Comune di Novara.
Il nucleo principale della collezione arriva dalla raccolta della famiglia Faraggiana, in particolare da Catherine Faraggiana Ferrandi e dal figlio Alessandro Faraggiana Ferrandi, appassionato esploratore con all'attivo numerose spedizioni in Africa e Asia. I due costituirono all'interno del parco di Villa Faraggiana in Meina un piccolo zoo e un museo che vennero ceduti al comune di Novara. Dal 1959 sono collocati nel palazzo Faraggiana insieme alle collezioni scientifiche civiche.

## Collezioni

### Collezione zoologica
La collezione zoologica comprende quasi 2500 esemplari di animali impagliati, di cui oltre 450 sono esposti al pubblico. Di particolare rilievo un Leopardo delle nevi, il Panda minore, il Bue muschiato e il Fagiano orecchiuto.

### Collezione etnografica
Alla collezione zoologica si aggiunse quella etnografica di Ugo Ferrandi.

### Collezione entomologica
La collezione naturalistica è completata da due collezioni entomologiche con quasi 10.000 esemplari.

### Altre collezioni
Completano la raccolta una piccola collezione di minerali ed un erbario storico di piante autoctone.